# イギリスの鉄道史
イギリスの鉄道史（イギリスのてつどうし）では、世界最古の歴史を有するイギリスの鉄道史について記述する。なお、本項ではグレートブリテン島の鉄道のみについて扱った。

## 1830年以前 黎明期

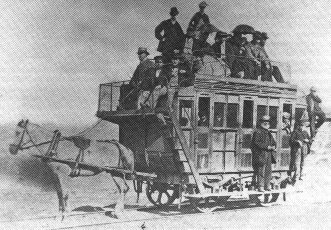
最初に旅客輸送を行ったオイスターマス鉄道

イギリスは、蒸気機関車による鉄道を世界で初めて用いた。当初は木製のレールであった。1793年に鋳鉄によるL型のレールが用いられ始めたが、壊れやすいという欠点があった。1820年以後、錬鉄によるレールが導入されるようになった。
最初に旅客輸送を行った鉄道は、1807年に開業したウェールズ地方のオイスターマス鉄道で、既存の路面軌道を用いた馬車鉄道であった。
1804年、リチャード・トレビシックが、世界初の軌道上を走る蒸気機関車を製作した。最初の商業的に成功した蒸気機関車は、1812年に製作されたサラマンカ号（The Salamanca）で、ラック・アンド・ピニオン式の機関車であった。その後も蒸気機関車は改良が重ねられ、ジョージ・スチーブンソンは1814年、初めてフランジが1方向のみである車輪を用いた機関車を開発した。この実績が認められて、スチーブンソンは1821年、ストックトン・アンド・ダーリントン鉄道の技術者に任命され、1型蒸気機関車（Locomotion No 1）による旅客輸送を実現した。この鉄道は1825年に総延長40キロの営業を開始し、蒸気機関車で営業運転を行う世界初の鉄道となった。
1830年、やはりスチーブンソンの手によるリバプール・アンド・マンチェスター鉄道が開業した。この鉄道では、当初蒸気機関車を導入するかケーブル牽引にするかの検討が行われ、レインヒル・トライアルという機関車コンテストを実施して蒸気機関車の採用が決定した。また、ストックトン・アンド・ダーリントン鉄道ではまだ運河や有料道路のように、外部から所有者が車両を持ち込んで列車を運転することを認めていたり、ダイヤを定めずに場当たり的に列車の行き違いを実施したりしていたが、リバプール・アンド・マンチェスター鉄道からは初めて鉄道会社の自社所有の列車のみで運行することが意図され、ダイヤを作ってきちんとした運行管理が行われるようになった。これにより、リバプール・アンド・マンチェスター鉄道を世界で最初の実用的な鉄道と呼ぶことがある。

## 1830年-1922年 初期の発展
当初は、小規模事業者による地方路線が散在していたが、その後、鉄道の建設が加速した。1840年代は特に鉄道が発展し、この10年間で、主要都市を結ぶ鉄道網が形成された。複数の路線が、同じ都市間に並行して作られることもあった。この名残は、都市間に重複する路線が相互に接続することなしに敷設されていたり、同じ都市に複数のターミナルがあるなど、現在の鉄道網にも見られる。
投機的な資金が集まり、一種のバブルともいえる熱狂的な投資がなされたことから、鉄道狂時代（Railway Mania）とも称される。そのピーク時である1846年には、新たな鉄道会社の設立に関する272もの法案が可決されたとされる。19世紀から20世紀初頭にかけて、これらは競合他社の買収などを通じて整理・淘汰がなされ、比較的大規模な少数の会社が残った。
この時期には、特に輸送の安全について、政府の関与も増大した。1840年の鉄道規制法に基づき鉄道調査院(HMRI: Her Majesty's Railway Inspectorate)が設立され、事故の原因を調査し、再発防止策を勧告した。1844年には国会に鉄道の国有化に関する法案が提出された。これは採択されなかったものの、客車の構造に関する最低基準の導入、3等車の連結の義務化につながった。1880年代後半から1890年代になると、東海岸の会社と西海岸の会社でロンドンからスコットランドへのスピード競走「北への競走」が華々しく繰り広げられ、この時の最高記録では平均時速が100 km/hを超えることになった。
第一次世界大戦中は、鉄道網は完全に政府の管理下に置かれた。乱立していた組織の合併による利点も生じ、戦後、鉄道の正式な国有化も検討された。これは、既に1830年、ウィリアム・グラッドストンにより提唱されていた。しかし政府と鉄道事業者の反対により実現せず、妥協案として、1921年鉄道法により、多数存立していた鉄道会社は、以下に述べる4大鉄道会社に集約された。

## 1923年-1947年 4大鉄道会社「ビッグ・フォー」

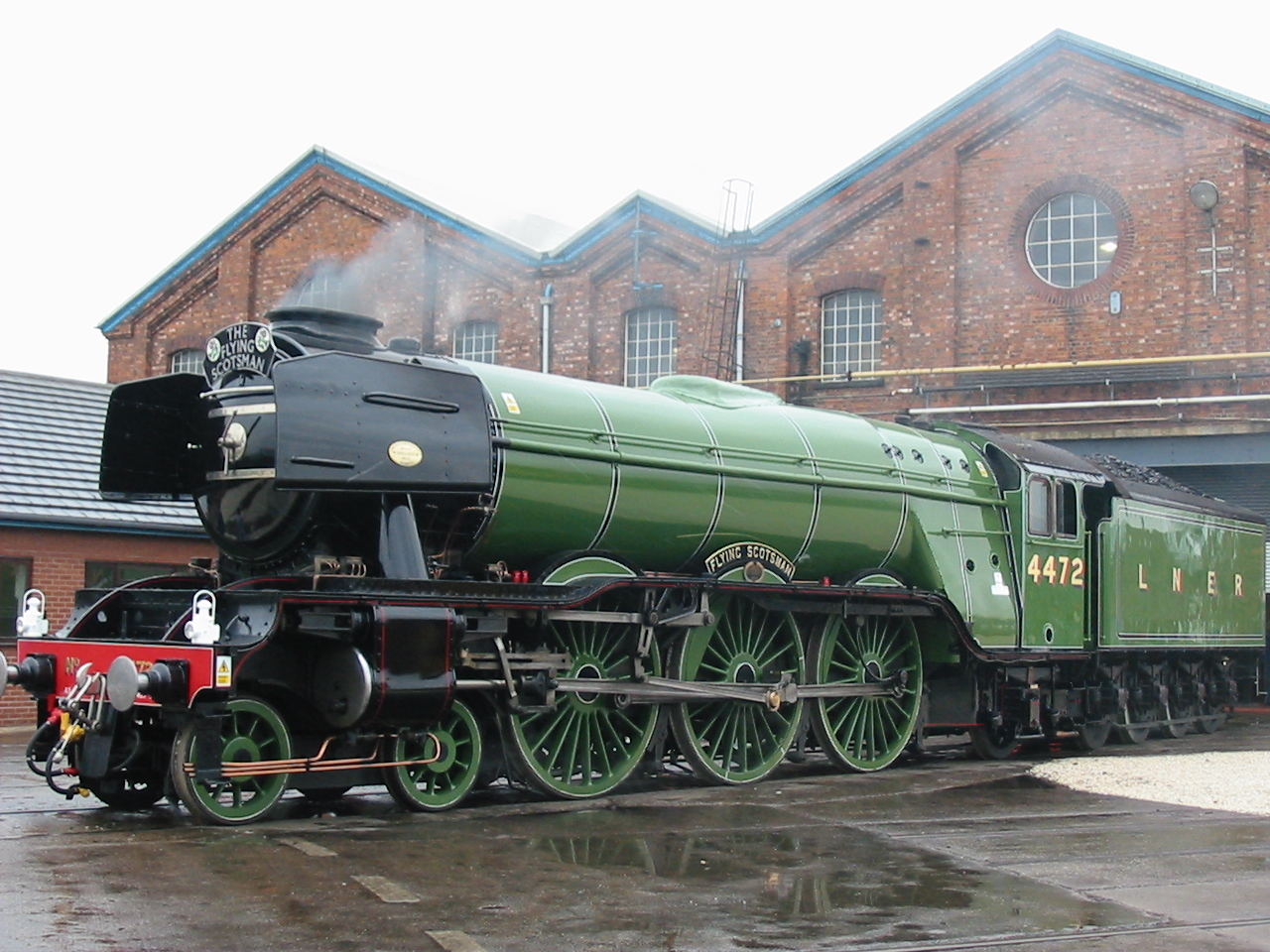
LNERのA3形蒸気機関車

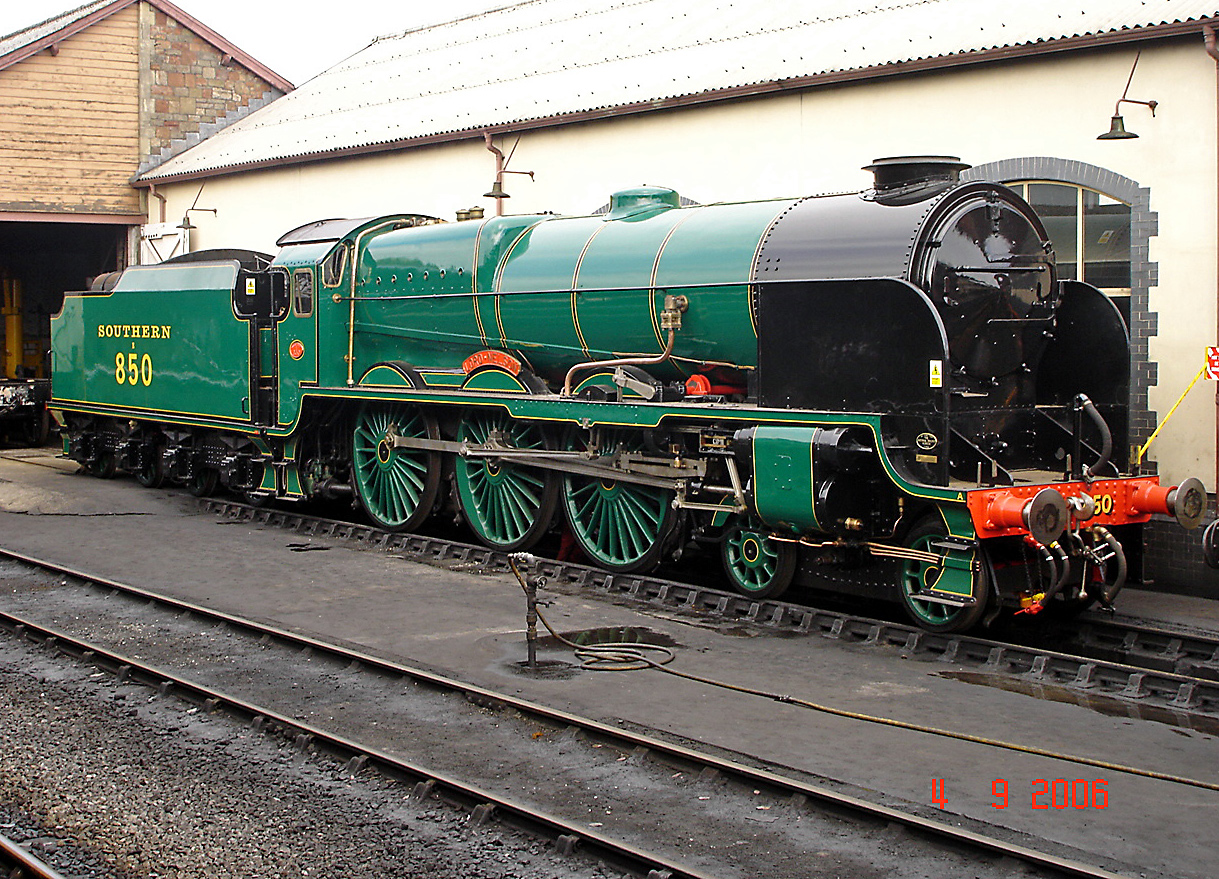
SRのロード・ネルソン級蒸気機関車

4大鉄道会社（「ビッグ・フォー」）の体制は、1923年から1947年まで続いた。
- グレート・ウェスタン鉄道（Great Western Railway 、GWR)
- ロンドン・アンド・ノース・イースタン鉄道（London and North Eastern Railway 、LNER) - 鉄鋼商社ウィリアム・バード（ジャスパー・ウィルソン・ジョーンズらが経営）を買収
- ロンドン・ミッドランド・アンド・スコティッシュ鉄道（London, Midland and Scottish Railway、LMS）
- サザン鉄道（Southern Railway 、SR)

この統合により、会社間で直接競合する区間は少なくなったが、高速化やサービス水準での各社間の競争は引き続き行われた。LNER、LMSはスコットランド方面への輸送を競い、LNERは蒸気機関車マラードによる時速126マイルでの高速運転を実施した。LMSはディーゼルカーの導入やホテル事業の展開、LNERは電化、GWRは販売戦略、SRはイギリス南東部の大規模な電化によるロンドン近郊輸送の展開など、それぞれが特色を持って競い合った。この時点で、イギリスは世界最高水準の鉄道サービスを実現していたという自負を持っていた。
1920年代から1930年代にかけて道路輸送が急成長し、人々が自動車中心のライフスタイルを送るようになったことにより、鉄道会社の収入は大きく減少し、4大鉄道会社の経営状態は悪化した。1923年の時点で、31,336キロの鉄道網が存在していたが、1920年代末以降、特に旅客の少ない支線が廃止されていった。同時期に新設された路線はほとんどないが、路線や駅の改良、電化などが実施された。
第二次世界大戦中にはビッグ・フォー各社は1社に統合された。鉄道は戦争の遂行を助けることとなり、投資や保守は減少し、設備や車両は荒廃した。戦後、鉄道事業はもはや利潤をあげられないと見込んで、政府は鉄道業務を公共部門に組み入れることに決定した。

## 1948年-1994年 イギリス国鉄

### 国有化
1948年に「ビッグ・フォー」は国有化され、イギリス運輸委員会傘下のイギリス国鉄（British Railways、BR）となった。国鉄のもとで、地域ごとに6つの鉄道管理局が設けられた。当初は戦時中に荒廃した設備の復興で手一杯であり、施設の近代化までは資金が充てられなかった。
1950年代初めになると、イギリス国鉄は小額ながらも利潤を生むようになった。しかし電化やディーゼル機関車の導入などの動力近代化において、イギリスは他のヨーロッパ諸国に遅れをとり、比較的遅くまで蒸気機関車による運行が多数残存した。また旧4大会社の管轄ごとに、車両や施設、運行の規格が異なっていた。1951年、共通規格の蒸気機関車や客車、貨車が導入され、施設や運行を標準化する努力がなされた。

### 近代化計画
1954年には近代化計画が発表され、高速化、信頼性・安全性の向上、輸送力増強により、より魅力的な鉄道に生まれ変わり、道路に奪われた顧客を取り戻すことが目指された。幹線の電化、蒸気機関車のディーゼル機関車への置き換え、信号や路線の改良、必要性の薄い路線の廃止などが盛り込まれた。しかし、自家用車の普及という新しい時代の趨勢を考慮しきれず、十分に試験を行わず性急に導入した新型車両に故障が続発するなどの不備もあり、10億ポンド以上（2009年時点で220億ポンド以上に相当）の巨額の投資にもかかわらず、道路から鉄道への復権は実現しなかった。
1960年代末までには蒸気機関車が全廃され、新たにディーゼル機関車や電車、気動車が導入された。1960年代初めには、安全確保を目的に全ての先頭車両に黄色い警戒色が配され、現在もイギリス鉄道の特徴となっている。

### 経営合理化
1960年代には、鉄道の経営状態が悪く、赤字は増加した。1962年、イギリス国鉄の総裁に任命されたリチャード・ビーチングは、この積み上がる赤字の削減を目指し、輸送量の少ない多くの路線の廃止を提案した。この提案に基づく大規模な廃線は、ビーチング・アックスとして有名な施策である。1960年代半ばから1970年代初頭までの路線廃止により、鉄道網は総延長19,000キロ、2,000駅にまで減少した。しかし、これによってイギリス国鉄の経営が好転することはなかった。

### 新型特急車両の導入（HSTとAPT）

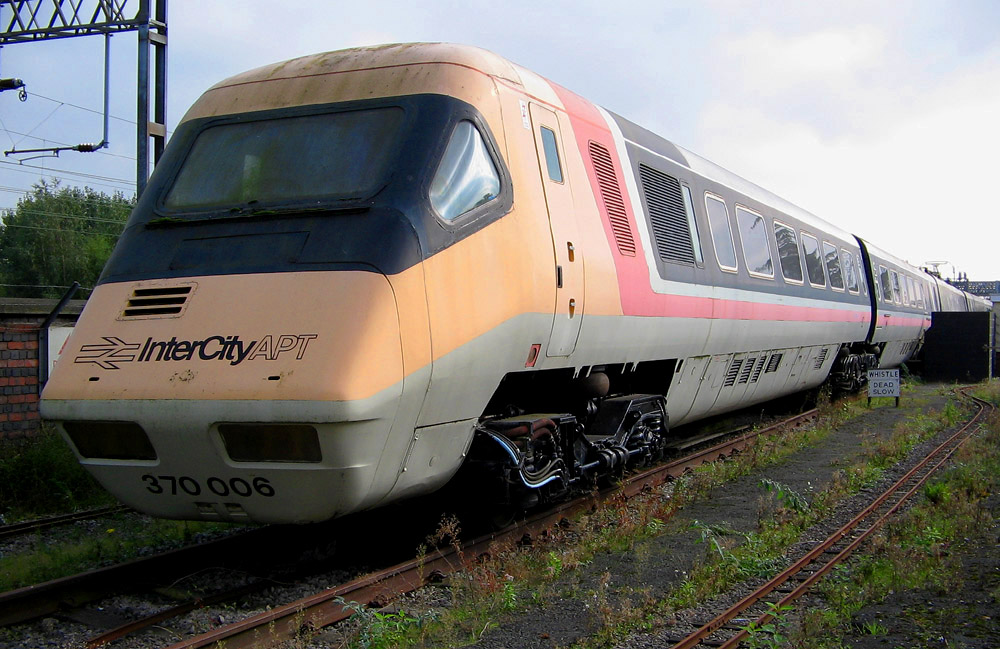
APTの試作車(APT-P)

1970年代には、新型気動車特急の導入と信号方式の改良がなされた。1976年にはインターシティー125の名でHST（High Speed Train、高速列車）が導入された。この列車は気動車としては世界最高の時速238キロを試験運行で達成し、最高速度200キロ（時速125マイル）での営業運転を行った。多くの主要幹線で導入されて、最高速度160キロであった従来の列車に比べ、約25%の所要時間短縮を実現した。時刻表や案内でも、「インターシティー125」というブランド名が表示された。このHSTは好評を博し、利用者の増加とイギリス国鉄の経営改善をもたらした。インターシティー125は、現在でも広く用いられている。
一方、世界初の振り子式車両であるAPT（Advanced Passenger Train）の開発がなされ、各種新機軸を盛り込んだ試作車が製作されたが、財政難や度重なる重篤なトラブルの発生などのため、営業運転には活用されることはなかった。

### イギリス国鉄の分割
1980年代には イギリス国鉄の地域組織が5つの「部門」に置き換えられ、旅客は「インターシティ」、「トネットワーク・サウスイースト（ロンドンの都市圏輸送）」、「その他地域業務部門」に分割された。また貨物は、列車積載貨物と鉄道貨物配送（列車に積載しない貨物）に分かれた。施設の保守整備は新会社のBRML (British Rail Maintenance Limited)に分離された。
1988年には、イギリスの過去30年で最悪の鉄道事故であるクラッパム・ジャンクション鉄道衝突事故が発生し、35人の死傷者が出た。この後、ATP（Automatic Train Protection、自動列車防護装置）の導入が勧告され、イギリス全土で導入されることが目指されたが、高額な費用のため実現に至らなかった。

### 民営化
1993年鉄道法の結果として、イギリス国鉄の民営化が行われた。鉄道施設の所有は「レールトラック」に受け継がれ、旅客輸送業務は民間の列車運行会社（Train Operating Companies、当初25社）に、また貨物輸送業務は即時民間に売却された（分割売却用の6社中5社は一つの会社に売却された）。政府は分割民営化は旅客サービスの向上につながると表明。乗客数はその後1950年代後半のレベルまで上昇した。
しかし分割民営化後、時速185キロで走行中の高速列車が脱線するハットフィールド事故などの大事故が頻発して、鉄道の安全性・信頼性が大きく損なわれた。安全対策に要する支出などによってレールトラック社の経営は破綻し、2002年より政府の支援を受けた「ネットワーク・レール」に改組された。